# Amphibulus rugosus
Amphibulus rugosus är en stekelart som beskrevs av Luhman 1991. Amphibulus rugosus ingår i släktet Amphibulus och familjen brokparasitsteklar. Inga underarter finns listade i Catalogue of Life.